# El color púrpura
El color púrpura (en inglés: The Color Purple) es una película estadounidense de drama dirigida por Steven Spielberg en 1985, basada en la novela homónima de Alice Walker, ganadora del Premio Pulitzer en 1983.
Pese a haber sido nominada a once premios Óscar, no consiguió ninguno.

## Argumento
La historia se centra en la vida de Celie, una joven muchacha afroamericana, a principios del siglo XX. Celie tiene 14 años y está embarazada de su padre. Partiendo de este momento, se cuenta su existencia durante treinta infernales años, basados todos ellos en episodios esclavistas. El padre de Celie la vende en matrimonio a un hombre que la maltrata tanto física como psicológicamente y la tiene esclavizada durante la mayor parte de su vida, en los que es separada de su hermana Nettie, que acompaña a unos misioneros a África. Durante el desarrollo de su vida, a Celie, quien ha sufrido tanto maltrato que se ha vuelto completamente sumisa, se le presentan distintas figuras femeninas que le darán incentivos para su posterior superación esclavista y feminista, serán los papeles de Sofía y Shug, quienes influirán enormemente en el recorrido biográfico de este personaje quien tiene que soportar un ambiente cargado de clasismo, racismo, machismo, misoginia, violencia de género, violencia intrafamiliar y prejuicios.

## Valoración histórica
La película transcurre a principios del siglo XX, por las fechas que el director establece en el transcurso de su desarrollo. Todos sus personajes están plenamente condicionados por las consecuencias de la Guerra de Secesión americana, sumidos en un ambiente esclavista, marginaciones, apatías e inmensas crueldades.
La ley seca también será una parte histórica de la película, al igual que las misiones cristianas, destinadas a educar y a evangelizar a las tribus. 
La colonización y sus problemas son otros puntos históricos de los que podemos hablar, expresados por la vida de Nettie, dónde podemos ver como el colonialismo separaba a las tribus de sus respectivos asentamientos, para poder construir el ferrocarril. 
El marco histórico supone un elemento fundamental; sin embargo, el director no va a precisarlo en su explicación. La fidelidad a la realidad es enorme, un claro ejemplo de superación esclavista dentro de un contexto tempo-espacial aislado que va a ser lo que condicione a sus personajes. 
La imagen que tanto el director como la autora de este melodrama quieren transmitir es clara: las ideas de injusticia, maltrato, sufrimiento, rabia, sentimientos de desgracia al mismo tiempo que la fortaleza de la protagonista, misoginia, racismo, sacrificio, esperanza, reivindicación, negación, lucha y descubrimiento, algo que quizás pueda ser un punto de entronque entre la protagonista y el público.

## Reparto
| Actor                   | Personaje                                         | Notas |
| ----------------------- | ------------------------------------------------- | --- |
| Whoopi Goldberg         | Celie Harris                                      | La actriz protagonista fue descubierta por Steven Spielberg en esta película. Fue nominada al Óscar y galardonada con el Globo de Oro por este papel, entre otros premios. |
| Danny Glover            | Albert                                            | |
| Oprah Winfrey           | Sofía                                             | |
| Margaret Avery          | Shug Avery                                        | |
| Willard E. Pugh         | Harpo Johnson                                     | |
| Akosua Busia            | Nettie Harris                                     | |
| Desreta Jackson         | Joven Celie Harris                                | |
| Adolph Caesar           | el Viejo Johnson, padre de Albert                 | |
| Rae Dawn Chong          | Squeak                                            | |
| Dana Ivey               | Miss Millie                                       | |
| Leonard Jackson         | Pa Harris                                         | |
| Bennet Guillory         | Grady                                             | |
| John Patton Jr.         | Predicador                                        | |
| Carl Anderson           | Reverendo Samuel                                  | |
| Susan Beaubian          | Corrine                                           | |
| James Tillis            | Buster                                            | |
| Phillip Strong          | Alcalde                                           | |
| Laurence Fishburne      | Swain                                             | |
| Peto Kinsaka            | Adam                                              | |
| Lelo Masamba            | Lelo Masamba                                      | |
| Margaret Freeman        | Odessa                                            | |
| Howard Starr            | Joven Harpo                                       | |
| Daphaine Oliver         | Joven Olivia                                      | |
| Jadili Johnson          | Joven Adam                                        | |
| Lillian Njoki Distefano | Joven Tashi                                       | |
| Donna Buie              | Daisy                                             | |
| Leon Rippy              | Vendedor de la tienda                             | |
| John R. Hart            | Cartero                                           | |
| David Thomas            | Líder de los bandidos del camino                  | |
| Carrie Murray           | Loretta                                           | |
| Juliet Poe              | Hermana de la Iglesia #1                          | |
| Katie Simon             | Hermana de la Iglesia #2                          | |
| Ethel Taylor            | Hermana de la Iglesia #3                          | |
| Marcus Covington        | Muchacho                                          | |
| Marcus Liles            | Boo                                               | |
| April Myres             | Emma                                              | |
| Maurice Moore           | Niño #1                                           | |
| Lechanda Latharp        | Niño #2                                           | |
| Drew Bundini Brown      | Cliente de la taberna                             | |
| Arnold F. Turner        | Cliente de la taberna (como Arnold Turner)        | |
| Jeris Poindexter        | Cliente de la taberna (como Jeris Lee Poindexter) | |
| Hawthorne James         | Cliente de la taberna (como James Hawthorne)      | |
| Sonny Terry             | Músico de la taberna (como Saunders Sonny Terry)  | |
| Greg Phillinganes       | Músico de la taberna                              | |
| Roy Gaines              | Músico de la taberna                              | |
| Paulinho Da Costa       | Músico africano                                   | |
| Nana Yaw Asiedu         | Músico africano                                   | |
| Clarence Avant          | Músico africano                                   | |
| Bayo Martin             | Músico africano                                   | |
| Ndugu Chancler          | Músico africano                                   | |
| Jeffrey Kwashi          | Músico africano                                   | |
| Pete Munzhi             | Músico africano                                   | |
| Aniijia Rae Schockley   | Músico africano                                   | |

## Lanzamientos mundiales
| País                                                                          | Fecha de estreno                   |
| ----------------------------------------------------------------------------- | ---------------------------------- |
| Alemania                                                                      | Jueves 21 de agosto de 1986        |
| Argentina                                                                     | Jueves 3 de julio de 1986          |
| Australia                                                                     | Jueves 26 de junio de 1986         |
| Austria                                                                       | Viernes 22 de agosto de 1986       |
| Bélgica                                                                       | Miércoles 10 de septiembre de 1986 |
| Belice · Costa Rica · El Salvador · Guatemala · Honduras · Nicaragua · Panamá | Miércoles 6 de agosto de 1986      |
| Bolivia                                                                       | Martes 2 de septiembre de 1986     |
| Brasil                                                                        | Jueves 14 de agosto de 1986        |
| Chile                                                                         | Jueves 14 de agosto de 1986        |
| Colombia                                                                      | Jueves 21 de agosto de 1986        |
| Dinamarca                                                                     | Viernes 5 de septiembre de 1986    |
| Ecuador                                                                       | Miércoles 27 de agosto de 1986     |
| Egipto                                                                        | Lunes 22 de diciembre de 1986      |
| España                                                                        | Lunes 15 de septiembre de 1986     |
| Estados Unidos · Canadá                                                       | Viernes 7 de febrero de 1986       |
| Filipinas                                                                     | Miércoles 22 de octubre de 1986    |
| Finlandia                                                                     | Viernes 19 de septiembre de 1986   |
| Francia                                                                       | Miércoles 10 de septiembre de 1986 |

| País                 | Fecha de estreno                 |
| -------------------- | -------------------------------- |
| Grecia               | Jueves 11 de septiembre de 1986  |
| Hong Kong            | Sábado 26 de julio de 1986       |
| India                | Viernes 14 de agosto de 1987     |
| Israel               | Viernes 11 de julio de 1986      |
| Italia               | Viernes 19 de septiembre de 1986 |
| Japón                | Sábado 13 de septiembre de 1986  |
| Líbano               | Viernes 15 de agosto de 1986     |
| Malasia              | Jueves 12 de marzo de 1987       |
| México               | Jueves 9 de octubre de 1986      |
| Noruega              | Jueves 11 de septiembre de 1986  |
| Nueva Zelanda        | Viernes 18 de julio de 1986      |
| Países Bajos         | Jueves 11 de septiembre de 1986  |
| Perú                 | Jueves 6 de noviembre de 1986    |
| Portugal             | Viernes 5 de septiembre de 1986  |
| Puerto Rico          | Jueves 20 de marzo de 1986       |
| Reino Unido Irlanda  | Viernes 11 de julio de 1986      |
| República Dominicana | Jueves 21 de agosto de 1986      |
| Singapur             | Jueves 26 de marzo de 1987       |
| Sudáfrica            | Viernes 26 de septiembre de 1986 |
| Suecia               | Viernes 12 de septiembre de 1986 |
| Suiza                | Viernes 22 de agosto de 1986     |
| Tailandia            | Sábado 27 de septiembre de 1986  |
| Taiwán               | Sábado 16 de agosto de 1986      |
| Uruguay              | Jueves 7 de agosto de 1986       |
| Venezuela            | Miércoles 9 de julio de 1986     |

## Producción
Steven Spielberg, al principio, no estaba seguro de dirigir la adaptación de la novela de Alice Walker, pero su amigo, el compositor Quincy Jones, fue muy insistente al respecto, por lo que decidió finalmente hacer la película. También fue Quincy Jones, el que se encargó de la música convirtiéndose así en el primer largometraje de Spielberg, en el que John Williams no fue reclutado como compositor de la banda sonora.

## Recepción
La película fue un gran éxito de taquilla. También fue la entrada de Steven Spielberg, conocido por sus habilidades de hacer grandes producciones como Tiburón (1975), Raiders of the Lost Ark (1981) y E.T., el extraterrestre (1982), en lo que muchos llaman "el cine serio", narrando una compleja biografía basada en episodios esclavistas, machistas y marginales . Sin ella él no hubiese podido rodar otras películas serias como El imperio del sol (1987) o La lista de Schindler (1993). También fue el primer auténtico debut cinematográfico de Whoopi Goldberg.

## Premios y nominaciones

### Premios Óscar
| Categoría                          | Nominado/a(s) | Resultado |
| ---------------------------------- | --- | --------- |
| Oscar a la mejor película          | Oscar a la mejor película | Nominada  |
| Oscar a la mejor actriz            | Whoopi Goldberg | Nominada  |
| Oscar a la mejor actriz de reparto | Margaret Avery | Nominada  |
| Oscar a la mejor actriz de reparto | Oprah Winfrey | Nominada  |
| Oscar al mejor guion adaptado      | Menno Meyjes | Nominado  |
| Oscar a la mejor banda sonora      | Quincy Jones Jeremy Lubbock Rod Temperton Caiphus Semenya Andraé Crouch Chris Boardman Jorge Calandrelli Joel Rosenbaum Fred Steiner Jack Hayes Jerry Hey Randy Kerber | Nominados |
| Óscar a la mejor canción original  | Quincy Jones Rod Temperton Lionel Richie | Nominados |
| Mejor Fotografía                   | Allen Daviau | Nominado  |
| Mejor Dirección de Arte            | J. Michael Riva Robert W. Welch Linda DeScenna | Nominados |
| Mejor Diseño de Vestuario          | Aggie Guerard Rodgers | Nominado  |
| Mejor Maquillaje                   | Ken Chase | Nominado  |